# Giambattista Bodoni
Giambattista Bodoni (Saluzzo, 26 de fevereiro de 1740 – Parma, 30 de novembro de 1813) foi um tipógrafo e impressor italiano.

## Biografia
Giambattista Bodoni nasceu em 1740 em Saluzzo, Piemonte, Itália e morreu em Parma a 30 de Novembro de 1813.
O seu pai era impressor e foi responsável pela transmissão de conhecimentos e paixão nesse ofício. A sua filosofia sobre a beleza dos tipos sustentava-se em princípios simples: uniformidade de desenho, elegância e nitidez, bom gosto, “charme” e beleza.
Foi grande admirador de John Baskerville e correspondeu-se com Benjamin Franklin, comentando, entre si, assuntos relacionados com as artes tipográficas.
Ainda na adolescência vai para Roma (1758–66) para trabalhar na congregação para a propagação da Fé (“Propaganda Fide”) - que tinha sido fundada em 1622 por Gregório XV para difundir a doutrina católica pelo mundo -, mas acaba por abandoná-la na altura em que o director desta, e seu mentor também, se suicida.
Decide dar novo rumo à sua vida e inicia uma viagem para Inglaterra, mas adoece e acaba por ficar na sua terra (Saluzo) o que acabou por transformar o seu destino. O Duque de Parma nomeia-o director da “Stamperia Reale”. Nesta nova situação acaba por supervisionar a impressão e produção de uma quantidade extraordinária de obras, algumas das quais de referência pela sua importância como, a exemplo, Oratio dominica publicada em 1806 como recordação da viagem realizado pelo Papa Pio VII a Paris para assistir à coroação de Napoleão Bonaparte. Foi o Próprio Bodoni que escreveu um prólogo em francês, italiano e latim. Esta obra, patrocinada pelo príncipe Eugénio Beauharnais, o financiador da publicação, tinha o Pai Nosso traduzido em 155 línguas o que lhe dava a característica de ser o “catálogo” mais vasto de alfabetos e caracteres alguma vez publicado. Bodoni, ele mesmo, foi o obreiro de todas as matrizes que foram usadas na impressão desta obra. Cada página é considerada uma obra maior de elegância e de extraordinário design de tipografia. A gráfica estava localizada no palácio de La Pillota, actual residência do Museu Bodoni.
Recebeu elogios e honras por parte de reis por toda a Europa e do Papa. Foi nomeado em 1782 o tipógrafo da Corte por Carlos III de Espanha. A cidade de Parma criou uma medalha em sua honra. Em 1790 o Duque de Parma autoriza-o a abrir a sua própria tipografia, a “Tipi Bodoni”.
Por volta de 1788 Giambattista Bodoni desenha um dos tipos de letra mais importantes de toda a história da tipografia. O seu desenho caracterizava-se por um contraste muito acentuado em toda a silhueta entre as hastes, filetes e braços e com uns remates (serifas, patilhas) muito finos. Esta iniciativa é considerada como o início dos tipos de letra modernos (a par com Firmin Didot). Escreve, desenha e publica, também, uma das obras tipográficas mais fascinantes e paradigmáticas de toda a história da tipografia: o Manuale Tipografico, um projecto que na sua primeira versão primeira continha 100 fontes romanas, 50 itálicas, 28 gregas. Esta obra “the greatest monument ever constructed to the art of printing from metal types” (www.octavo.com, 2007), foi novamente publicada em 1818 pela sua viúva Marguerita em dois volumes com 142 tipos Romanos e seus correspondentes Itálicos, Gregos; Góticos, Asiáticos, diversos cursivos, tipos incomuns e ornamentos vários, linhas, símbolos musicais, entre outros. Esta obra é testemunha e o culminar de uma vida de mais de 40 anos dedicada à arte tipográfica.
As obras de Bodoni sempre tiveram um êxito incomum devido à qualidade da tipografia, das ilustrações, da impressão e encadernação. De entre as suas edições mais conhecidas, para além do Manuale Tipografico podem-se destacar a popular Ilíada, Epithalamia exoticis linguis reddita (1775), Trabajos de Oracio (1791) Poliziano (1795), Gerusalemme liberata e Oratio dominica (1806).
Em 1963 abre o Museu Bodoni em Parma.